# Paromalus
Paromalus är ett släkte av skalbaggar som beskrevs av Wilhelm Ferdinand Erichson 1834. Paromalus ingår i familjen stumpbaggar.

## Bildgalleri

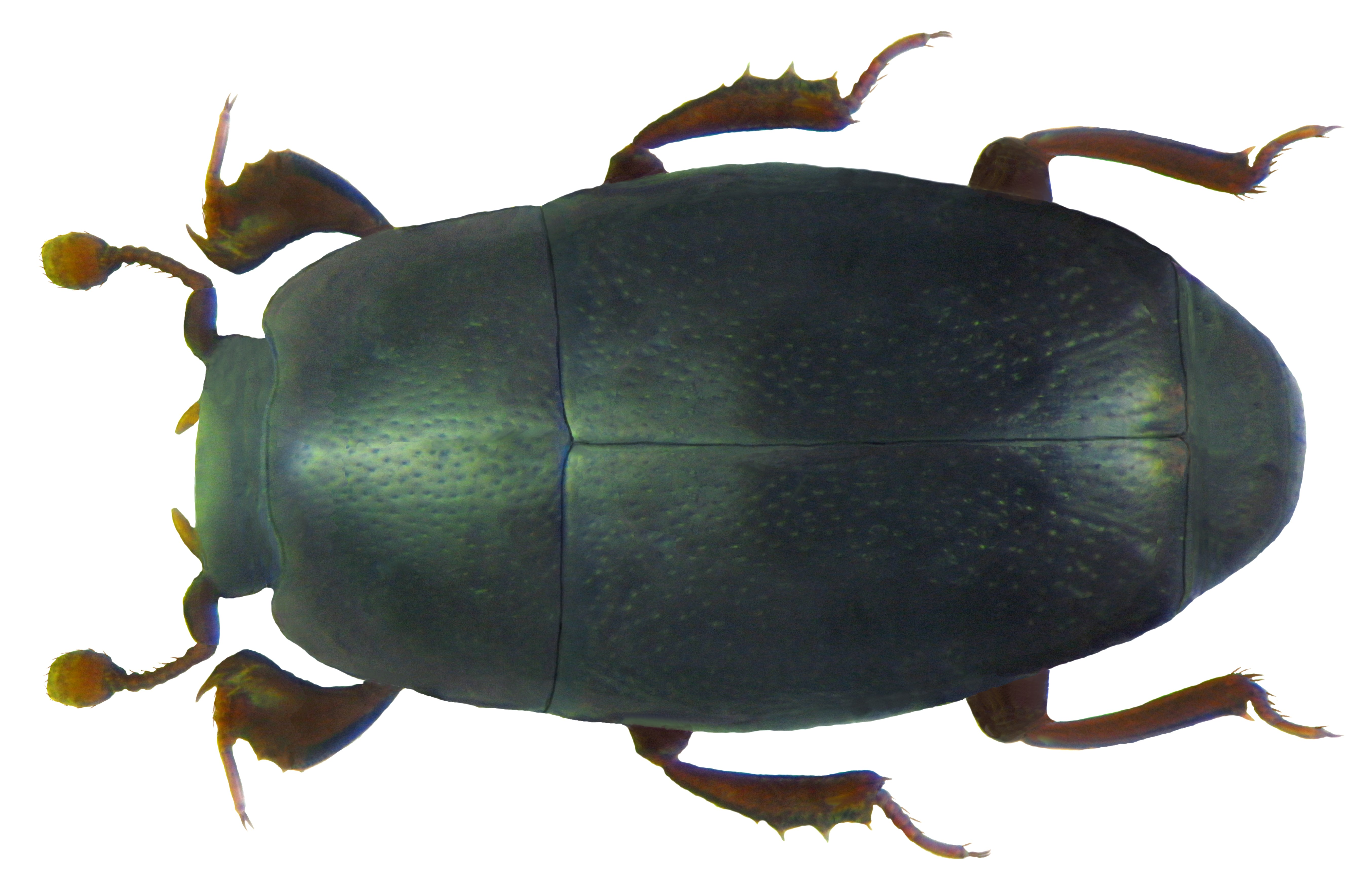
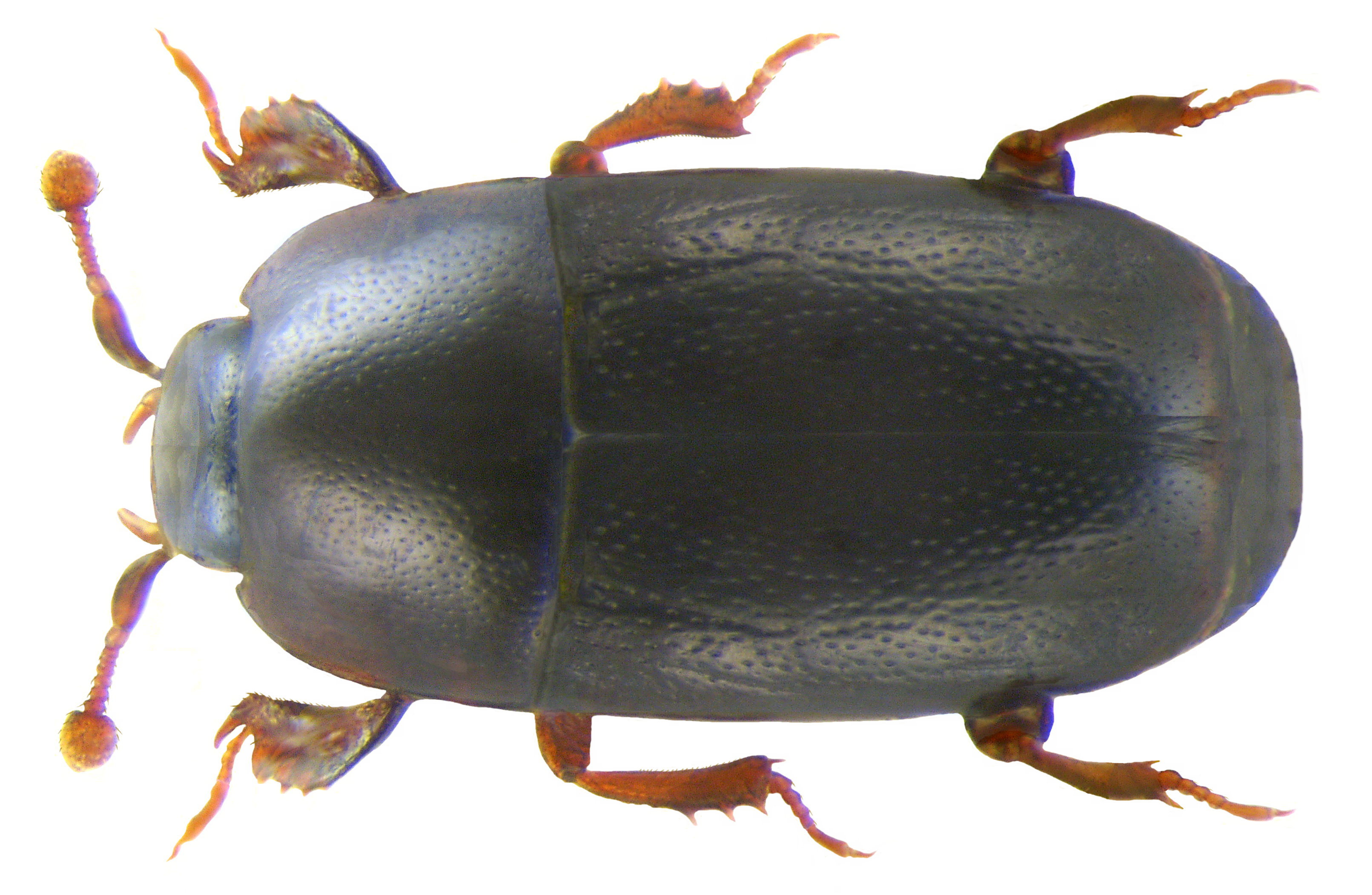
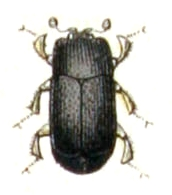
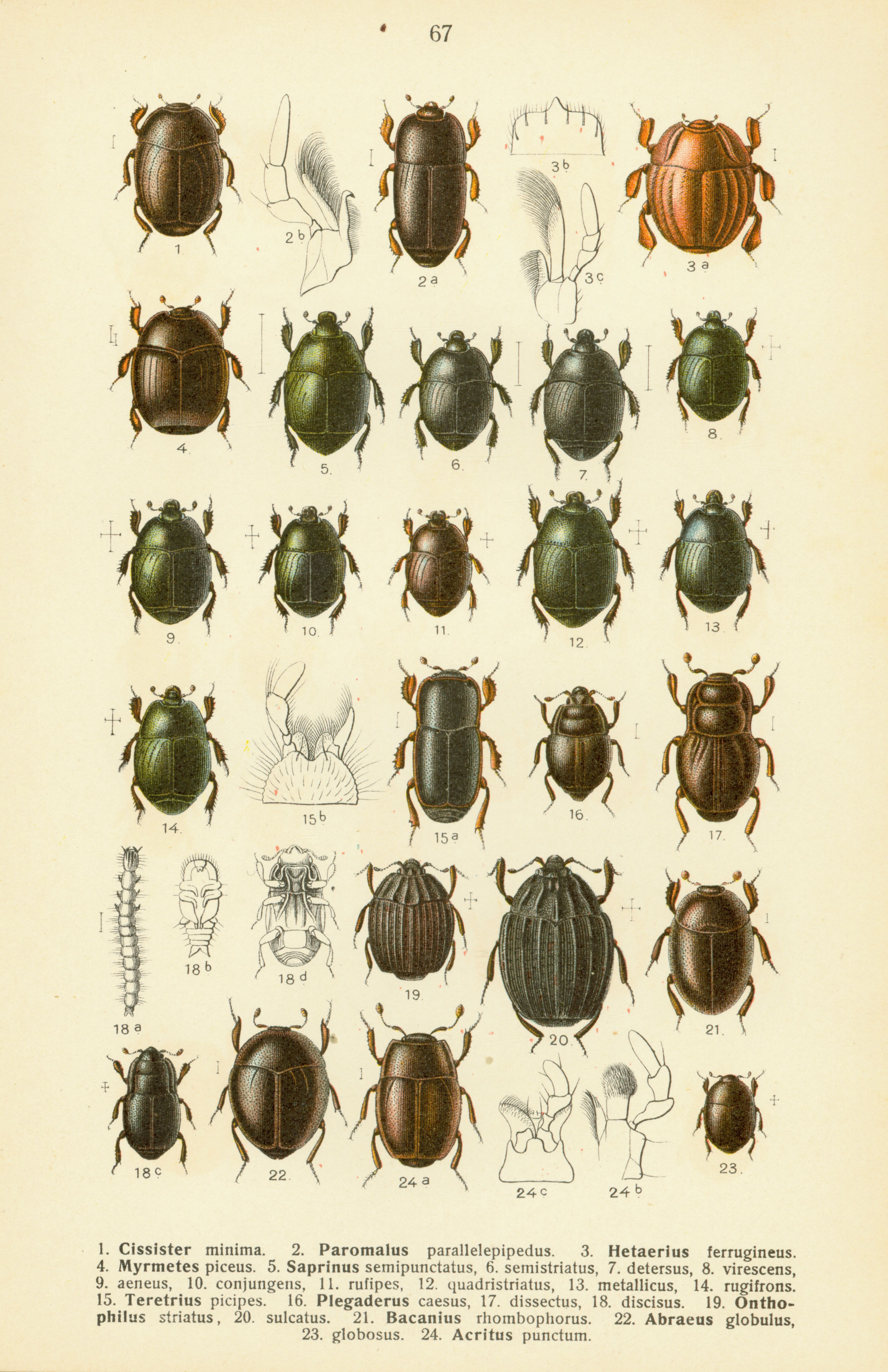

## Dottertaxa tillParomalus, i alfabetisk ordning[1][2]
- Paromalus acutangulus
- Paromalus addendus
- Paromalus babaulti
- Paromalus bicinctus
- Paromalus bilineatus
- Paromalus bistriatus
- Paromalus causticus
- Paromalus complexus
- Paromalus concentricus
- Paromalus convexus
- Paromalus cordipygus
- Paromalus debilis
- Paromalus didymus
- Paromalus difficilis
- Paromalus durangoensis
- Paromalus elongatus
- Paromalus filum
- Paromalus fissus
- Paromalus flavicornis
- Paromalus hariolus
- Paromalus hispaniolae
- Paromalus infimus
- Paromalus inflatus
- Paromalus insularis
- Paromalus inunctus
- Paromalus irregularis
- Paromalus jejunus
- Paromalus junior
- Paromalus laevisternus
- Paromalus leleupi
- Paromalus luderti
- Paromalus malus
- Paromalus mancus
- Paromalus mysticus
- Paromalus notabilis
- Paromalus oculipygus
- Paromalus omineus
- Paromalus parallelepipedus
- Paromalus parallelus
- Paromalus picturatus
- Paromalus productus
- Paromalus pupillus
- Paromalus rogalis
- Paromalus rugigenius
- Paromalus sagillatus
- Paromalus samba
- Paromalus sculptipectus
- Paromalus seeversi
- Paromalus selectus
- Paromalus seminulum
- Paromalus similis
- Paromalus simplicistrius
- Paromalus sincerus
- Paromalus sobrinus
- Paromalus sulcatus
- Paromalus teres
- Paromalus tibetanus
- Paromalus trifolium
- Paromalus truncatus
- Paromalus ussuricus
- Paromalus vernalis
- Paromalus viduus